# حسين المظاهري الأصفهاني
الشيخ حسين المظاهري الأصفهاني (1934م -) هو من مراجع الدين الشيعة الإيرانيين، وزعيم الحوزة العلمية في مدينة أصفهان في إيران.
عندما يقرأ الشخص كتبه أو يسمع محاضراته يحدث تأثير كبير في نفسه؛ فله أسلوب سلس وسهل ومبسط لكل الأعمار، أتمنى أن يتم الاهتمام بالشيخ وترجمة كتبه إلى اللغة العربية؛ لما فيها من الفائدة الكبيرة.

## حیاته ونشأته
ولد آية الله العظمی الشيخ حسين المظاهري الأصفهاني، عام 1934 م بمدينة تيران في محافظة أصفهان في إيران.
بعد إنهائه دراسة العلوم الأدبية، ومرحلة السطوح حضر دراسته الحوزوية (دروس البحث الخارج في الفقه والأُصول) لدى حسين البروجردي ثم الإمام الخميني والمحقق الداماد ودروس الفلسفة لدى العلامة محمد حسين الطباطبائي في مدينة قم.
بدأ بتدريس مرحلة البحث الخارج في مدينة قم في الفقه والأُصول.

## مؤلفاته
له ما يبلغ من 80 تاليفاً من الكتب الفقهية والتفسيرية والأخلاقية وغيرها.

## وصلات خارجية
- أخلاقيات العلاقة الزوجية